# Lominios
Lominios ou Geriões são os 3 filhos de Gerião, que recebem o poder de Osíris após a morte do pai.
Fazem parte da lista de reis lendários mencionados por vários autores portugueses e espanhóis, entre o Séc. XVI e XVIII, por exemplo, Florián de Ocampo ou Bernardo de Brito, baseados também em Annio de Viterbo.
Bernardo de Brito coloca a intervenção de um Osíris humano na Península Ibérica em 1760 a.C. contra Gerião, mas que depois se retira deixando o poder nos filhos, os Lominios. Continua associando os mitos de Hórus e Hércules na figura de Hércules Líbico, que irá vingar o pai Osíris, morto pela conspiração de Tifão com Busíris e com os Lomínios, entre outros.
Esses filhos de Gerião podem ser associados com os primeiros moradores de Setúbal, cidade onde se acredita que foi fundada por Tubal (Personagem Bíblico).
Pode também continuar sua descendência unida com os povos de Magogue, descendentes de Gogue.
Também acredita-se que um dos filhos de Gerião de nome Tuber, casou-se com Mila descendente de Magogue

Mas foi-lhe tudo muito ao contrário porque Oro Lybico, filho de Osyris, a quem por outro nome chamam Hercules Lybico (…) veio com um grande exército de gente que trazia consigo, para segurar as províncias de seu Império (…)

Hércules, Oro Líbico, ou Hórus, evitando o confronto de exércitos, desafia cada um dos Geriões para combate singular:

Mas que saindo um e um em singular batalha, justificassem com a vida a inocência de sua culpa. Os Geriões, que cuidavam mais de si do que neles havia, tendo abatimento enjeitar o desafio, aceitaram facilmente as condições de Oro Lybico, e vindo a singular batalha, os matou a todos os três (como além de Garivay e Pineda, refere Florião do Campo, estribado em Beroso e João Annio, a quem vai seguindo em tudo) cujos corpos dizem alguns os mandou enterrar junto do Rio Guadiana, outros que foram levados a Caliz, onde por memória de suas façanhas, mandou levantar uma grande coluna, com certas letras simbólicas, e de figuras, como foram antigamente todas as do Egipto. Muito sentiram nossos Lusitanos a morte de seus Príncipes (…)

Este episódio da morte dos 3 Geriões é assim ligado à luta de Hércules com o monstro Gerião de 3 cabeças. É descrito no Capítulo 10 da Monarchia Lusytana:

De como os filhos de Gerião reinaram em Espanha, e da vinda de Hércules Líbico contra eles, e como o mais que se passou até sua morte.